# (24837) Mšecké Žehrovice
(24837) Mšecké Žehrovice – planetoida z pasa głównego asteroid okrążająca Słońce w ciągu 3 lat i 230 dni w średniej odległości 2,36 j.a. Została odkryta 22 października 1995 roku w Obserwatorium Kleť przez Miloša Tichego. Nazwa planetoidy pochodzi od czeskiej wioski Mšecké Žehrovice. Przed jej nadaniem planetoida nosiła oznaczenie tymczasowe (24837) 1995 UQ1.